# Fred Scholz
Fred Scholz (* 22. Mai 1939 in Liegnitz) ist ein deutscher Geograph und Professor am Zentrum für Entwicklungsländerforschung (ZELF) am Institut für Geographische Wissenschaften der Freien Universität Berlin.

## Leben und Wirken
Fred Scholz wurde in Liegnitz, Schlesien, geboren und wuchs im badischen Teil von Baden-Württemberg auf. Nach dem Studium an verschiedenen Universitäten legte er 1965 das Staatsexamen an der Universität Karlsruhe ab und wurde 1967 dort promoviert. Er wechselte zur Universität Göttingen, wo er 1973 habilitierte und 1975 zum außerplanmäßigen Professor ernannt wurde. Scholz lehrte von 1976 bis 1980 an der Albert-Ludwigs-Universität Freiburg und wurde dann auf die Professur für Sozialgeografie und Entwicklungsländerforschung der Freien Universität Berlin berufen.
Für sein internationales Engagement wurde Fred Scholz 2010 zum Ehrendoktor und Honorarprofessor der Nationaluniversität der Mongolei ernannt.

## Theorie der fragmentierenden Entwicklung
Gemäß Scholz macht die Globalisierung eine wirklich umfassende „nachholende Entwicklung“ unmöglich für die Masse der Menschen des Südens, da sie „fragmentierend“ wirkt.

## Bibliographie
- Nomadism and Colonialism. A Hundred Years of Baluchistan, 1872--1972. Translated from the German by Hugh van Skyhawk, Karachi [Oxford University Press], 2002; English translation of Belutschistan (Pakistan): eine sozialgeographische Studie des Wandels in einem Nomadenland seit Beginn der Kolonialzeit, published as volume 63 of the series Göttinger geographische Abhandlungen, Göttingen [Goltze Verlag] 1974.
- als Herausgeber: Entwicklungsländer. Beiträge der Geographie zur Entwicklungsforschung. Wissenschaftliche Buchgesellschaft, Darmstadt 1985, ISBN 3-534-07818-7.
- Geographische Entwicklungsforschung: Methoden und Theorien. Studienbücher der Geographie. Berlin/Stuttgart: Borntraeger 2004, ISBN 3-443071384
- Entwicklung: Mythos oder realistisches Politikziel, Nicht aus-/nachholende, sondern fragmentierende Entwicklung gilt in der Ära der Globalisierung!. Positionspapier für den Workshop des Beirates der Stiftung Entwicklung und Frieden am 24./25. Januar 2003 in Bremen. (PDF-Datei; 348 kB)
- Mauritius: Beispiel für die Unmöglichkeit nachholender Entwicklung im Zeitalter der Globalisierung, mit Kirsten Koop. (PDF-Datei; 716 kB)
- Muscat - Then and Now. Berlin 2014, ISBN 978-3-89930-424-4.